# Hans Johan Georg Adolph Lacoppidan
Hans Johan Georg Adolph Lacoppidan, född 4 september 1811 i Svendborg, död 12 januari 1885 i Köpenhamn, var en dansk agronom.
Lacoppidan, som var apotekarson, tog 1831 farmaceutisk examen och var i några år apoteksmedhjälpare, men hans lust till självständig verksamhet ledde honom till lantbruket, han köpte 1840 gården Fjederholt i Ringkjøbing amt, som han sålde 1844 för att köpa Ubberupgård vid Kalundborg. Denne egendom sålde han 1855, och året därpå anställdes han som överlärare vid Classenske lantbruksskolan på Næsgård, där han verkade till hösten 1879.
Som lärare på Næsgård hade han en inte obetydlig del i det danska lantbrukets utveckling under de betydelsefulla åren efter århundradets mitt. Det var inte bara på skolans elever, utan även de många lantmän, som han kom i kontakt med, han utövade stort inflytande på. Han var en man med stor teoretisk och praktisk kunskap samt ett levande intresse för lantbrukets angelägenheter. Hans Agerdyrkningslære, som han 1860 utgav på Landhusholdningsselskabets uppdrag, var ett för sin tid utmärkt verk och i många år den mest lästa danska lantbruksskriften. Den utkom i sex upplagor och dessutom i två svenska och en engelsk utgåva.